# Pseudofagetophilus microporus
Pseudofagetophilus microporus är en mångfotingart som beskrevs av Folkmanova och Dobroruka 1960. Pseudofagetophilus microporus ingår i släktet Pseudofagetophilus och familjen storjordkrypare.
Artens utbredningsområde är Ukraina. Inga underarter finns listade i Catalogue of Life.